# Складчастість (геологія)
Складчастість (англ. folding) — порушення нормального залягання геологічних пластів без розриву їхньої суцільності, але з утворенням складок.

## Загальний опис
Процес деформації шарів земної кори без порушення їхньої суцільності (без розриву), що відбувається під впливом тектонічних рухів і почасти екзогенних процесів і веде до виникнення в пластах гірських порід вигинів (складок) різного масштабу і форми.
У глобальному масштабі процес складкоутворення має безперервно-переривчастий характер і веде до утворення складчастих областей і гірських складчастих систем різної висоти і протяжності.

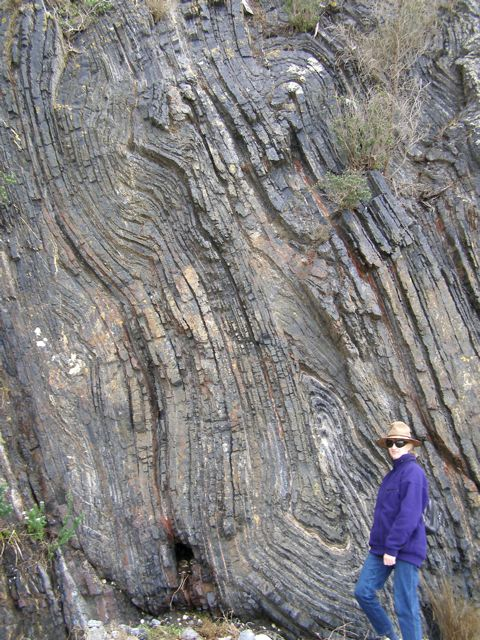
Дуже "жорсткі" складки гірських порід, Східна Австралія
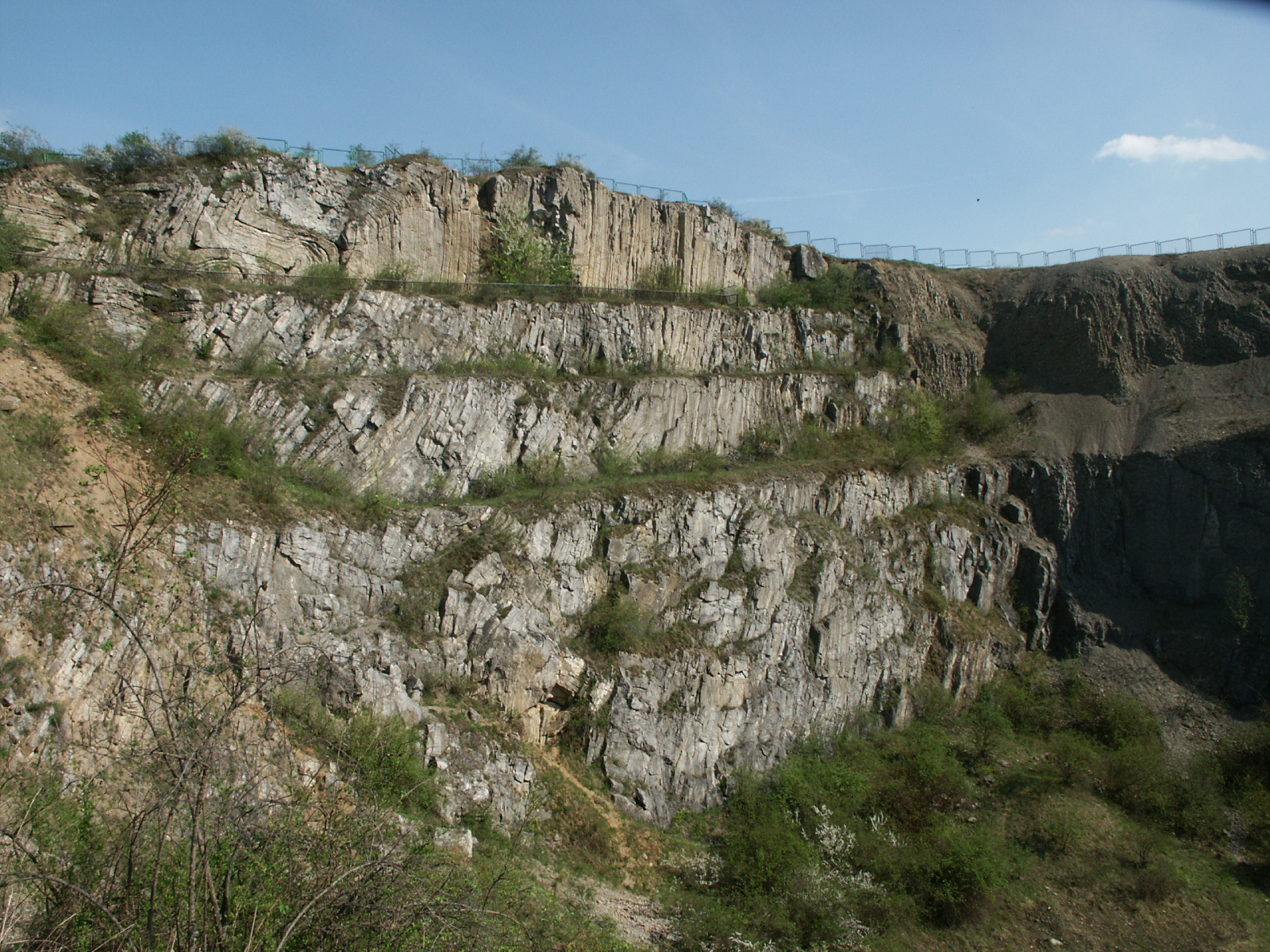
Складка гірських порід у Кельцях
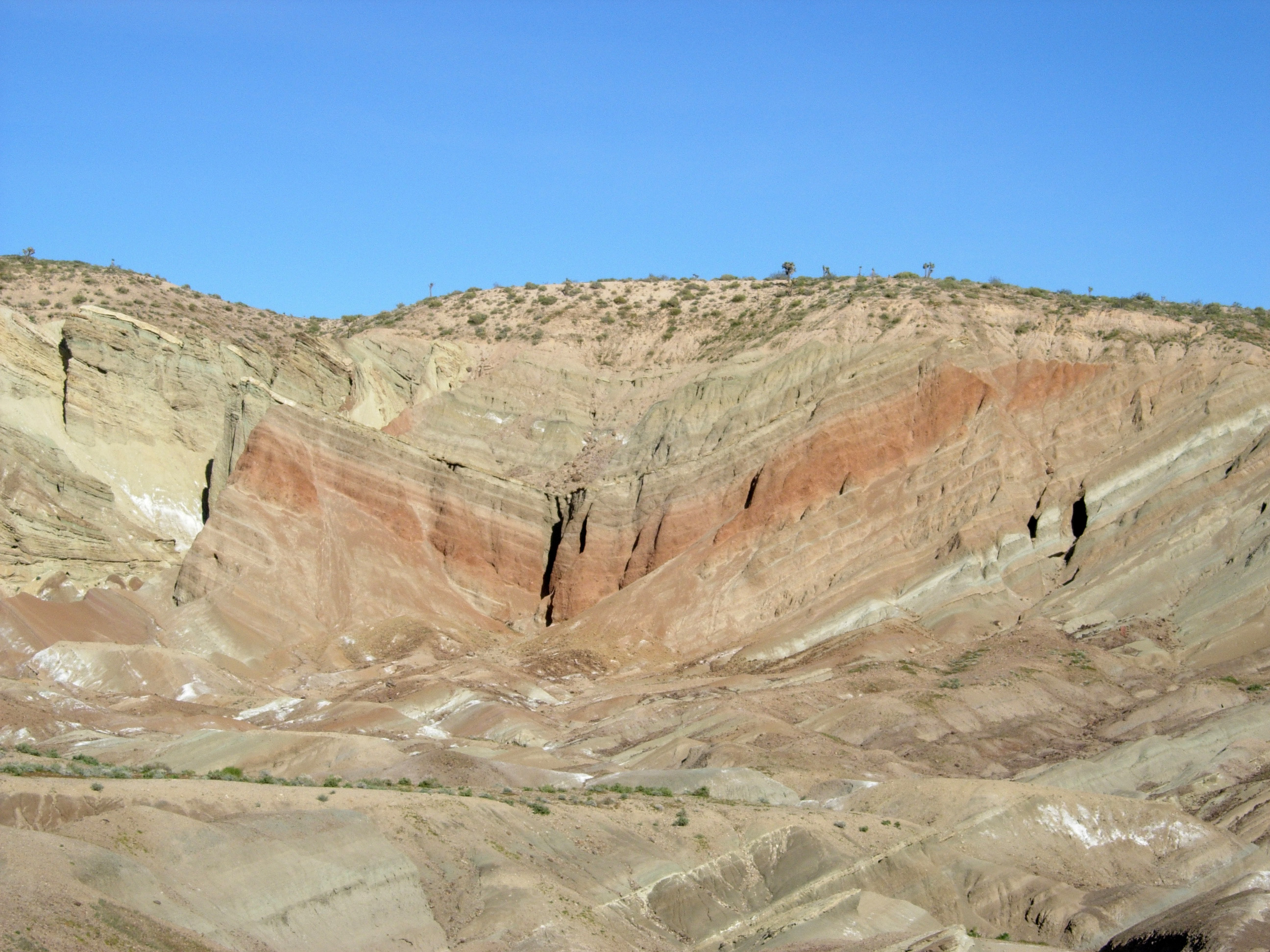
Синкліналь поблизу Барстоу, Каліфорнія

Протягом геологічної історії Землі виділяється кілька періодів посилення складкоутворення, званих епохами складчастості або тектогенезу .

## Різновиди складчастості
| - Атектонічна складчастість - Складчастість платформна - Складчастість течії - Складчастість діапірова - Складчастість постумна - Складчастість гравітаційна - Складчастість брилова - Складчастість голоморфна - Складчастість ідіоморфна - Складчастість дисгармонійна - Складчастість нагнітання - Кулісоподібна складчастість | - Складчастість куполоподібна - Складчастість успадкована - Складчастість конседиментаційна - Кулісоподібна складчастість - Складчастість паралельна - Складчастість накладена - Складчастість головна - Складчастість поперечна - Складчастість проміжна - Складчастість консеквентна - Складчастість бокового тиску |

## Давні складчастості
Регіональні складчастості за континентом та їхній приблизний вік.
Вік орогенезів (складчастостей) подано в дужках в млн років тому, від початку до закінчення активної фази. Знаком тильди позначено приблизний вік найбільшої тектонічної активності.
| Європа                                                                                        | Азія                                            | Африка | Північна Америка | Південна Америка                                                                             | Австралія і Океанія | Антарктида                                                                                |
| Альпійська складчастість (кайнозой, 0–60)                                                     | Альпійська складчастість (кайнозой, 0–60)       | Альпійська складчастість (кайнозой, 0–60)                                                                                 | Альпійська складчастість (кайнозой, 0–60) | Альпійська складчастість (кайнозой, 0–60)                                                    | Альпійська складчастість (кайнозой, 0–60) | Альпійська складчастість (кайнозой, 0–60)                                                 |
| --------------------------------------------------------------------------------------------- | ----------------------------------------------- | --- | --- | -------------------------------------------------------------------------------------------- | --- | ----------------------------------------------------------------------------------------- |
| Елладська                                                                                     | Гімалайська                                     | | Пасаденська (0–2) Ларамійська (40–70) | Андська (0–200)                                                                              | Кайкурська (0–24) |                                                                                           |
| Мезозойська складчастість (юра – палеоцен, 60–145)                                            |                                                 | | |                                                                                              | |                                                                                           |
| Карпатська Кімерійська (60–150)                                                               | Катайзійська Дабісульська Кімерійська Колимська | | Ларамійська (40–70) Сев'єрська (50–140) Невадійська (145—155) Акадійська (50–375)                                                                                               | Андська (0–200)                                                                              | Рангітатська (99–142) |                                                                                           |
| Герцинська складчастість (перм – юра, 145—260)                                                |                                                 | | |                                                                                              | |                                                                                           |
|                                                                                               |                                                 | | Антлерська Овачитська Акадійська (50–375) |                                                                                              | Хантер–бовенська (225—260) |                                                                                           |
| Каледонська складчастість (силур – перм, 260—410)                                             |                                                 | | |                                                                                              | |                                                                                           |
| Уральська (250—323)                                                                           | Уральська (250—323)                             | Мавританська (270—320) | Сономська (240—270) Аллеганська (260—325) Іннуїтська (~345) Акадійська (50–375) Східногренландська (350—650)                                                                    | Гондванійська (250—300) Токоська (300—330)                                                   | Алісспринзька (300—450) Канімбланська (~318) Тухуайська (330—370) |                                                                                           |
| Байкальська складчастість (кріогеній – силур, 410–650)                                        |                                                 | | |                                                                                              | |                                                                                           |
| Тіманська (550—620) Галицька (550—650) Кадомська (550—650)                                    | Алтайська Байкальська (550—650)                 | Куунзька (530—570) Дамарська (480—580) Східноафриканська (620—750) Замбезійська (520—890) Панафриканська (530—1000)       | Таконська (440—550) Східногренландська (350—650) | Фаматійська (460—490) Пампаська (525—555) Бразильська (530—1000) Теравстралійська (300—1000) | Алісспринзька (300—450) Деламерійська (514—510) Лахленська (440—540) Петерманська (535—550) | Росська (~480–550) Бірдморська (620—633)                                                  |
| (тоній – кріогеній, 650—1000)                                                                 |                                                 | | |                                                                                              | |                                                                                           |
| Дальсландська (950—1000) Свеконорвезька (900—1250)                                            |                                                 | Східноафриканська (620—750) Замбезійська (520—890) Панафриканська (530—1000) Мозамбіцька (650—1000) Ірумідська (900—1000) | | Карірівелоська Бразильська (530—1000) Теравстралійська (300—1000)                            | Едмундіанська (850—920) |                                                                                           |
| (ранній – середній протерозой, 1000—2500)                                                     |                                                 | | |                                                                                              | |                                                                                           |
| Свеконорвезька (900—1250) Готська (1500—1750) Карельська (1750—1900) Свекофенська (1700—2000) | Араваллійська                                   | Кібарська (1000—1400) Ебурнійська (2000—2200)                                                                             | Гренвільська (1000—1300) Мазатзальська (1650—1675) Явапайська (1700—1710) Іванпаська Бігскайська (~1770) Пенокеанська (1840—1850) Гудзонська (1800—2000) Вупмейська (1900—2100) | Сансасійська (1100—1465)                                                                     | Оларіанська Капрікорнська Масгрейвська (~1080) Ісанська (~1600) Караранська (~1650) Мангарунська (1620—1680) Олбані–фрезерська (1020—1710) Япангкузька (~1765) Кімбанська (1700—1845) Баррамундійська (1800—1870) Гленбурзька (1920—2005) Сліфордська (2420—2440) | Німродська (1000 ± 150) Ранньорукерська (1700—2000)                                       |
| Архейська складчастість (архей, 2500–4000)                                                    |                                                 | | |                                                                                              | |                                                                                           |
| Лопіанська (2600—2900) Саамська (2900–3100)                                                   |                                                 | | Алгоманська (2500—2700) Лаврентіївська (~ 3500) | Трансамазонська                                                                              | Пілбарська (~ 3500) | Інсельська (2650 ± 150) Гумбольдтська (~ 3000) Рейнірська (~ 3500) Напірська (4000 ± 200) |